# Canton de Caudebec-lès-Elbeuf
Le canton de Caudebec-lès-Elbeuf est une circonscription électorale française située dans le département de la Seine-Maritime et la région Normandie.
À la suite du redécoupage cantonal de 2014, les limites territoriales du canton sont remaniées. Le nombre de communes du canton passe de 6 à 7.

## Géographie
Ce canton est organisé autour de Caudebec-lès-Elbeuf dans l'arrondissement de Rouen. Son altitude varie de 2 m (Cléon) pour une altitude moyenne de 15 m.

## Histoire
Le canton a été créé en 1982 par scission du canton d'Elbeuf.
Par décret du 27 février 2014, le nombre de cantons du département est divisé par deux, avec mise en application aux élections départementales de mars 2015. Le canton de Caudebec-lès-Elbeuf est conservé et s'agrandit. Il passe de 6 à 7 communes.

## Représentation

### Conseillers généraux de 1982 à 2015
| Période                                  | Période                | Identité           | Étiquette | Qualité |
| ---------------------------------------- | ---------------------- | ------------------ | --------- | --- |
| 1982                                     | 1994                   | Alain Rhem         | PS        | Employé chez Rhône-Poulenc, maire de Cléon (1977-1995) |
| 1994                                     | 2004                   | Claude Vochelet    | PS        | Technicien de formation Maire de Saint-Pierre-lès-Elbeuf (1978-2005) |
| 2004                                     | 2008                   | Didier Marie       | PS        | Instituteur Maire d'Elbeuf (1997-2004) Président du Conseil Général (2004-2014) Député (2000-2002) Président de la Communauté d'Agglomération d'Elbeuf de 2004 à 2010 1er Vice-Président de la CREA (2010-2015) Élu en 2008 dans le Canton d'Elbeuf |
| mars                                     | avril 2008 (démission) | Guillaume Bachelay | PS        | Agent public adjoint au maire de Cléon Vice-Président du Conseil Régional (2010-2012) |
| 2008                                     | 2015                   | Nadia Mezrar       | PS        | Chargée de mission à la Communauté d'agglomération de Rouen Adjointe au Maire de Saint-Pierre-lès-Elbeuf |
| Les données manquantes sont à compléter. |                        |                    |           | |

### Conseillers départementaux à partir de 2015
| Période élective | Période élective | Mandat | Mandat   | Identité        | Nuance | Nuance | Qualité                                      |
| ---------------- | ---------------- | ------ | -------- | --------------- | ------ | ------ | -------------------------------------------- |
| 2015             | 2021             | 2015   | 2021     | Frédéric Marche |        | DVG    | Cadre bancaire Maire de Cléon                |
| 2015             | 2021             | 2015   | 2021     | Nadia Mezrar    |        | PS     | Maire de Saint-Pierre-lès-Elbeuf depuis 2020 |
| 2021             | 2028             | 2021   | en cours | Frédéric Marche |        | DVG    | Maire de Cléon                               |
| 2021             | 2028             | 2021   | en cours | Nadia Mezrar    |        | PS     | Maire de Saint-Pierre-lès-Elbeuf             |

### Résultats détaillés

#### Élections de mars 2015
À l'issue du 1er tour des élections départementales de 2015, deux binômes sont en ballottage : Frédéric Marche et Nadia Mezrar (PS, 33,64 %) et Patrick Bellenger et Gwénaëlle Lelargue (FN, 30,27 %). Le taux de participation est de 46,84 % (11 824 votants sur 25 244 inscrits) contre 49,48 % au niveau départemental et 50,17 % au niveau national.
Au second tour, Frédéric Marche et Nadia Mezrar (PS) sont élus avec 60,68 % des suffrages exprimés et un taux de participation de 47,65 % (6 553 voix pour 12 030 votants et 25 245 inscrits).
Frédéric Marche a quitté le PS.

#### Élections de juin 2021
Le premier tour des élections départementales de 2021 est marqué par un très faible taux de participation (33,26 % au niveau national). Dans le canton de Caudebec-lès-Elbeuf, ce taux de participation est de 30,49 % (7 573 votants sur 24 841 inscrits) contre 32,19 % au niveau départemental. À l'issue de ce premier tour, deux binômes sont en ballottage : Frédéric Marche et Nadia Mezrar (Union à gauche, 33,43 %) et Fernand Dacosta et Hélène Moinerie (Divers, 26,74 %).
Le second tour des élections est marqué une nouvelle fois par une abstention massive équivalente au premier tour. Les taux de participation sont de 34,36 % au niveau national, 32,06 % dans le département et 29,35 % dans le canton de Caudebec-lès-Elbeuf. Frédéric Marche et Nadia Mezrar (Union à gauche) sont élus avec 53,61 % des suffrages exprimés (3 438 voix pour 7 291 votants et 24 842 inscrits),,. 

## Composition

### Composition avant 2015
Le canton de Caudebec-lès-Elbeuf regroupait 6 communes.
| Nom                             | Code Insee | Codepostal | Superficie (km2) | Population (dernière pop. légale) | Densité (hab./km2) |
| ------------------------------- | ---------- | ---------- | ---------------- | --------------------------------- | ------------------ |
| Caudebec-lès-Elbeuf (chef-lieu) | 76165      | 76320      | 3,68             | 10 030 (2012)                     | 2 726              |
| Cléon                           | 76178      | 76410      | 6,47             | 5 300 (2012)                      | 819                |
| Freneuse                        | 76282      | 76410      | 3,18             | 910 (2012)                        | 286                |
| Saint-Pierre-lès-Elbeuf         | 76640      | 76320      | 6,36             | 8 338 (2012)                      | 1 311              |
| Sotteville-sous-le-Val          | 76682      | 76410      | 5,27             | 773 (2012)                        | 147                |
| Tourville-la-Rivière            | 76705      | 76410      | 8,00             | 2 474 (2012)                      | 309                |

### Composition depuis 2015
Le canton comprend désormais sept communes entières.
| Nom                                         | Code Insee | Intercommunalité          | Superficie (km2) | Population (dernière pop. légale) | Densité (hab./km2) | Modifier                                    |
| ------------------------------------------- | ---------- | ------------------------- | ---------------- | --------------------------------- | ------------------ | ------------------------------------------- |
| Caudebec-lès-Elbeuf (bureau centralisateur) | 76165      | Métropole Rouen Normandie | 3,68             | 10 414 (2022)                     | 2 830              | modifier les données · modifier les données |
| Cléon                                       | 76178      | Métropole Rouen Normandie | 6,47             | 4 863 (2022)                      | 752                | modifier les données · modifier les données |
| Freneuse                                    | 76282      | Métropole Rouen Normandie | 3,18             | 993 (2022)                        | 312                | modifier les données · modifier les données |
| Saint-Aubin-lès-Elbeuf                      | 76561      | Métropole Rouen Normandie | 5,79             | 8 429 (2022)                      | 1 456              | modifier les données · modifier les données |
| Saint-Pierre-lès-Elbeuf                     | 76640      | Métropole Rouen Normandie | 6,36             | 8 295 (2022)                      | 1 304              | modifier les données · modifier les données |
| Sotteville-sous-le-Val                      | 76682      | Métropole Rouen Normandie | 5,27             | 746 (2022)                        | 142                | modifier les données · modifier les données |
| Tourville-la-Rivière                        | 76705      | Métropole Rouen Normandie | 8,00             | 2 574 (2022)                      | 322                | modifier les données · modifier les données |
| Canton de Caudebec-lès-Elbeuf               | 7605       |                           | 38,75            | 36 314 (2022)                     | 937                | modifier les données                        |

## Démographie

### Démographie avant 2015
| 1982   | 1990   | 1999   | 2006   | 2011   | 2012   |
| ------ | ------ | ------ | ------ | ------ | ------ |
| 25 368 | 27 626 | 28 171 | 27 679 | 27 900 | 27 825 |

### Démographie depuis 2015
En 2022, le canton comptait 36 314 habitants, en évolution de +0,22 % par rapport à 2016 (Seine-Maritime : +0,35 %, France hors Mayotte : +2,11 %).
| 2013   | 2018   | 2022   |
| ------ | ------ | ------ |
| 35 940 | 35 910 | 36 314 |